# Artistic Style
Artistic Style (kurz astyle) ist ein freies Kommandozeilenprogramm zur Quelltextformatierung.

## Funktionsweise
Artistic Style kann Quelltext in den Sprachen C, C++, Objective-C, C# und Java formatieren. Diese Formatierung betrifft ausschließlich stilistische Aspekte des Quelltextes wie Einrückung, Leerraum, Zeilenumbrüche und optionale Klammerung; Struktur und Bezeichnungen von Programmelementen bleiben also unverändert.
Der Benutzer kann im Rahmen der zur Verfügung stehenden Optionen frei über den zu verwendenden Einrückungsstil bestimmen; so ist es zum Beispiel möglich, öffnenden und schließenden Klammern je eine eigene Codezeile zu gewähren (Allman-Stil). astyle bietet verbreitete Kombinationen von Optionen als sog. Stile an.
Das Programm kann von der Kommandozeile aus aufgerufen werden. Der Dateiname der zu formatierenden Quelltextdatei wird dabei als Parameter übergeben, es ist auch eine rekursive Verarbeitung von Verzeichnisstrukturen möglich. Die Optionen für die Formatierung kann astyle wahlweise aus einer Einstellungsdatei oder aus der Liste der übergebenen Parameter auslesen. Fehlt die Angabe dieser Optionen, so wird nur die Einrückung des Quelltextes vereinheitlicht. Der formatierte Code wird automatisch gespeichert und eine Sicherungskopie der ursprünglichen Datei angelegt.

## Verbreitung
Artistic Style ist fester Bestandteil einiger IDEs wie KDevelop, Code::Blocks und Orwell Dev-C++, für Eclipse gibt es ein Plugin.
Aufgrund seiner Bedienweise kann astyle zudem in die meisten gängigen Codeeditoren als externes Programm eingebunden werden.